# Sacra Famiglia a Via Sommacampagna
Sacra Famiglia a Via Sommacampagna, även benämnd Sacra Famiglia al Macao, var en kyrkobyggnad i Rom, helgad åt den Heliga familjen. Kyrkan var belägen vid Via Sommacampagna i Rione Castro Pretorio och tillhörde församlingen San Giuseppe a Via Nomentana.
Tillnamnet ”Macao” syftar på att området tidigare kallades vid detta namn; namnet lever kvar i Via del Macao.

## Historia
Kyrkan, som finansierades av Lateranens reguljärkaniker, uppfördes 1895–1896 i nyromansk stil efter ritningar av den italienske arkitekten Carlo Busiri Vici (1856–1925).
Fasaden hade tre axlar och kröntes av en huvudgesims med rundbågar, vilande på kragstenar.
Kyrkans absid hade fresker av Eugenio Cisterna (1862–1933) och högaltaret hade en målning föreställande Den heliga Familjen, utförd av Giuseppe Bravi (1868–1901). Det högra sidoaltaret hade Bravis målning De heliga Augustinus och Ubaldus, medan det vänstra sidoaltaret var invigt åt Jungfru Maria.
Kyrkan Sacra Famiglia a Via Sommacampagna revs år 1940 för att ge plats åt modern bebyggelse.